# Courtine
Pour les articles homonymes, voir Courtine (homonymie).
Dans l’architecture militaire romaine et du Moyen Âge, une courtine est la muraille d'enceinte qui se trouve entre deux tours et qui les relie. 
Dans l’architecture militaire bastionnée, c’est le rempart reliant deux bastions. La courtine est souvent couronnée de mâchicoulis et d'un parapet crénelé, constitué d'une alternance de créneaux (ou embrasures) et de merlons.

## Étymologie
Courtine vient du bas latin cortina, « cuve, espace circulaire », issu de l'indo-européen (s)ker- (« entourer, tourner »), apparenté au latin curvus, « courbe », et au grec κυρτός / kurtós, « bombé, arrondi, convexe »,.

## Galerie

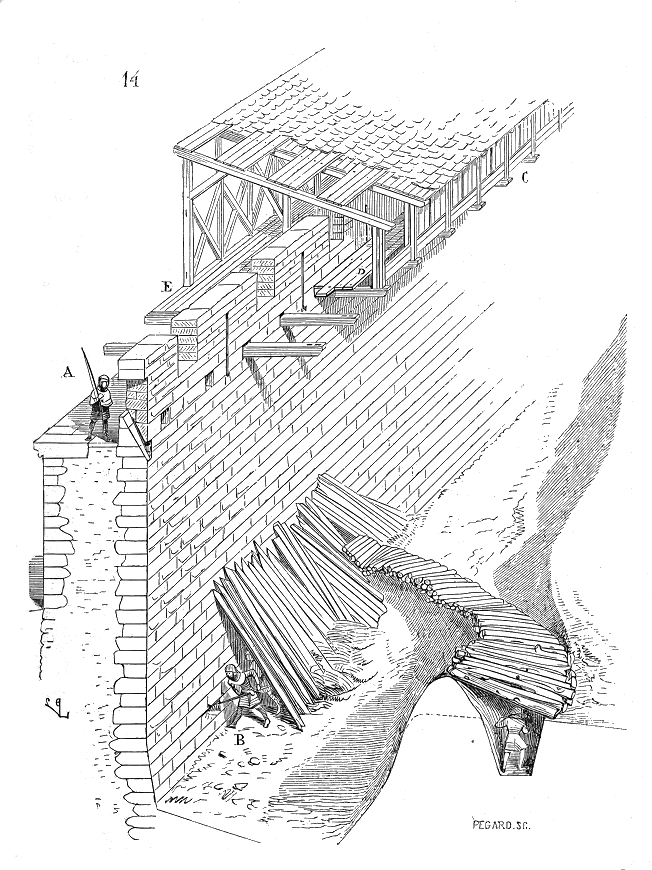
Sapeur attaquant la base d'une courtine.
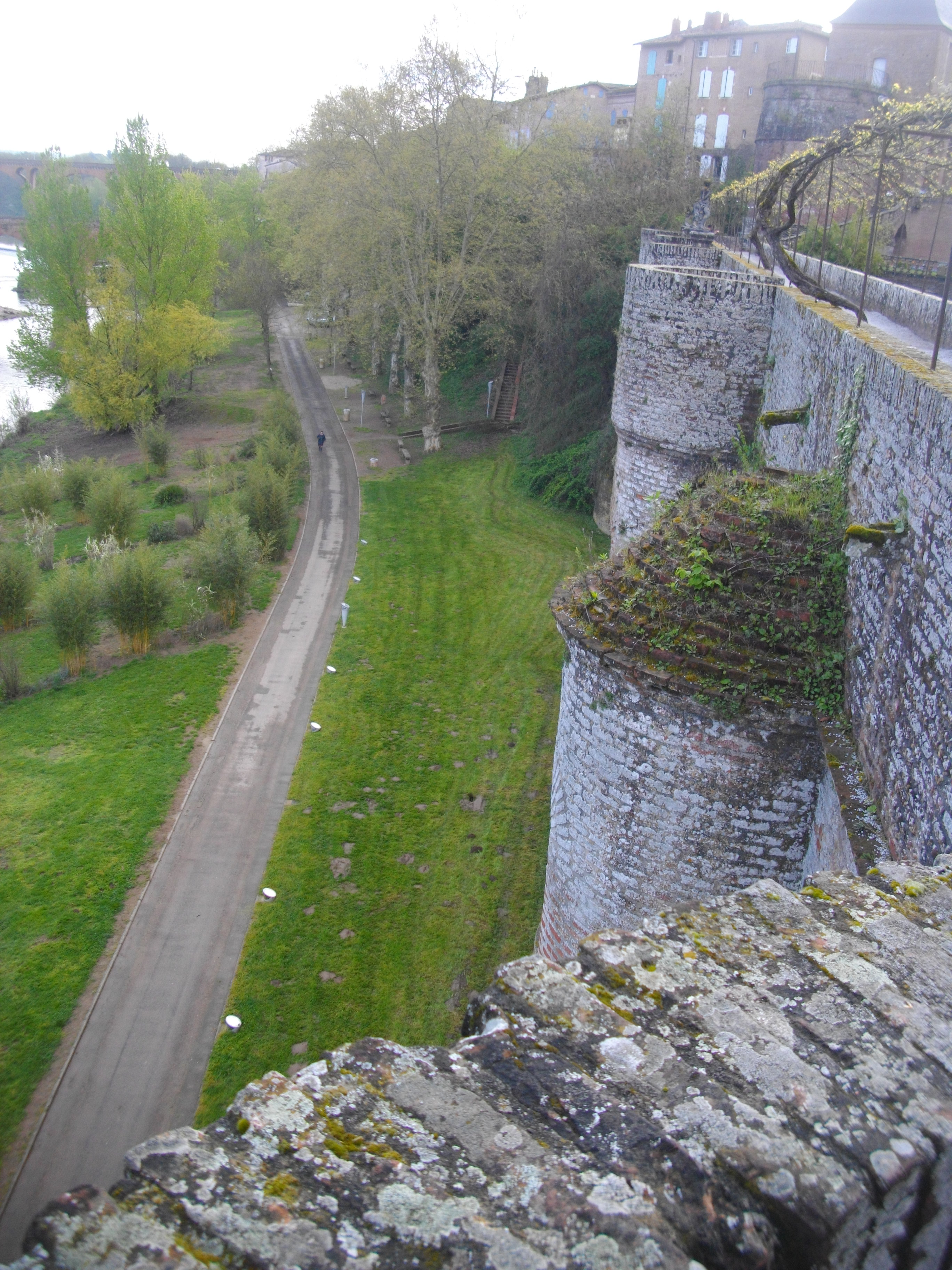
Au sommet de cette courtine, une promenade a remplacé le chemin de ronde.